# Södermannalagen
Södermannalagen är en lagbok för Södermanlands lagsaga. Det är en av landskapslagarna som skrevs under medeltiden. Landskapslagarna är de äldsta nedskrivna lagarna i Sverige och bland dem hör Södermannalagen till de tidigare. Den är utarbetad på offentligt uppdrag 1325 av en nämnd rådsherrar under ledning av lagmannen Lars Ulfsson (Ama) och stadfäst 1327 med undantag för två kapitel (om kyrkogåva och testamente). Även biskopen och hans domkapitel närvarade när de skulle besluta om vilka mål som skulle finnas med i lagen. Södermannalagen visar stort beroende av Upplandslagen. Man kan även ana att det fanns en Södermannalag redan under senare delen av 1200-talet. Det kan man se från bevarat handskriftsmaterial.

## Historik
Det var kung Magnus Eriksson som stadfäste lagen. Stadfästelsebrevet som skrevs till lagen är en direkt avskrivning av det stadfästelsebrev som skrevs till Upplandslagen 1296. Den äldsta Södermannalagen skrevs på 1280-talet. Magnus Eriksson inspirerades till hans landslag som var den första riksomfattande lagsamlingen. Eftersom lagen skrevs under medeltiden, då kyrkan påverkade allt i samhället, så bygger den på en kristen grund. Alla balkar och lagen i sin helhet har kristet inflytande. Den skrevs efter att Södermanland hade blivit kristnat. Den religiösa utformningen av lagen är väldigt lik den som fanns i Upplandslagen. Man kan med detta se att Sverige styrdes på ett likartat sätt på flera platser under Medeltiden, trots att de hade olika lagar.

## Lagens uppdelning i balkar
Balkar i Södermannalagen:
- Kyrkobalken
- Konungabalken
- Giftermålsbalken
- Ärvdabalken
- Jordabalken
- Byggningabalken
- Köpmålabalken
- Manhelgdsbalken
- Tjuvnadsbalken
- Rättegångsbalken

Av dessa är Kyrkobalken (21 flockar), Byggningabalken (33 flockar) och Manhelgdsbalken (36 flockar) de största och mest omfattande.

## Bevarade exemplar
Södermannalagen är bevarad i vår tid i två stycken medeltida permanentskrifter. Den ena är signerad "B53" och finns bevarad på Kungliga biblioteket i Stockholm, och den andra finns i Det Kongelige Bibliotek i Köpenhamn, signerad "Ny Kongelig Samling N:r 2237 4:0".